# 寺洞区域
寺洞区域（サドンくいき）は、朝鮮民主主義人民共和国平壌直轄市にある行政区域の一つ。都心部の東部にある。

## 地理
大同江の左岸にある。東側は祥原郡と、南は中和郡・力浦区域と、西は船橋区域・東大院区域・大同江区域と、北は大同江を境に大城区域および黄海北道勝湖郡と接する。

## 行政区域
13洞・6里を管轄する。
| - 南山洞（ナムサンドン） - 豆樓一洞（トゥルイルトン） - 豆樓二洞（トゥルイドン） - 美林洞（ミリムドン） - 三コル洞（サムコルトン） - 石井洞（ソクチョンドン） - 松新一洞（ソンシニルトン） - 松新二洞（ソンシニドン） - 松新三洞（ソンシンサムドン） - 松花一洞（ソンファイルトン） - 松花二洞（ソンファイドン） - 将泉洞（チャンチョンドン） - 休岩洞（ヒュアムドン） | - 金灘里（クムタンニ） - 大園里（テウォンニ） - 徳洞里（トクトンニ） - 東倉里（トンチャンニ） - 梨峴里（リヒョンニ） - 五柳里（オリュリ） |

## 歴史
この節の出典
- 1946年9月 - 平安南道平壌市が平壌直轄市に昇格するとともに、大同郡林原面の一部を編入して北区を設置。北区に以下の里がある。(12里)
  - 美林一里・美林二里・寺洞一里・寺洞二里・寺洞三里・将泉里・高山里・南四里・北四里・上五里・陽岩里・青湖里
- 1948年 (10里)
  - 陽岩里・青湖里が高山里に編入。
  - 上五里が林興里に改称。
- 1952年12月 - 郡面里統廃合により、北区が北区域に改称。(11里)
  - 南四里・北四里が合併し、南北四里が発足。
  - 高山里が林興里に編入。
  - 東区域東倉里・松新里・衣岩里を編入。
- 1954年 - 勝湖郡金灘里の一部が美林二里に編入。(11里)
- 1955年2月 - 都市部の里を洞に改編。(13洞6里)
  - 寺洞一里が休岩洞に改称。
  - 寺洞二里が分割され、寺洞・大泉洞が発足。
  - 寺洞三里の一部が分立し、寺谷洞が発足。
  - 寺洞三里の残部・松新里の一部が東区域栗一里の一部と合併し、沼龍洞が発足。
  - 東区域紋繍二里の一部が分立し、紋繍洞が発足。
  - 東区域紋繍一里が分割され、北繍洞・冷泉洞が発足。
  - 南北四里が分割され、安鶴洞・三神洞が発足。
  - 林興里の一部が分立し、高山洞が発足。
  - 衣岩里の一部が分立し、塔済洞が発足。
- 1958年6月 (15洞5里)
  - 東区域東大院洞・東紋洞・栗洞・紋新洞・三馬洞を編入。
  - 高山洞・林興里・三神洞・安鶴洞が新設の大城区域に編入。
- 1959年9月 - 北区域が寺洞区域に改称。(11洞5里)
  - 東大院洞・栗洞・紋新洞・三馬洞が船橋区域に編入。
  - 紋繍洞の一部が船橋区域紋新洞に編入。
- 1960年10月 (5洞7里)
  - 東紋洞・紋繍洞・北繍洞・衣岩洞・塔済洞が新設の大同江区域に編入。
  - 冷泉洞が新設の東大院区域に編入。
  - 大泉洞および将泉里の一部が合併し、トゥル洞が発足。
  - 船橋区域七仏里の一部が分立し、七仏里が発足。
  - 勝湖区域金灘里を編入。
  - 松新里の一部が船橋区域栗谷洞に編入。
- 1963年 (7洞7里)
  - 美林一里・美林二里の各一部が合併し、三ゴル洞が発足。
  - 松新里の一部が分立し、松花洞が発足。
- 1965年 (5洞10里)
  - 祥原郡徳洞里、勝湖区域梨峴里・五柳里・大園里を編入。
  - 寺洞・寺谷洞・沼龍洞が大同江区域に編入。
  - 将泉里が力浦区域石井里の一部と合併し、将泉洞が発足。
- 1967年 (7洞8里)
  - 松新里が松新洞に昇格。
  - 美林二里が美林洞に昇格。
  - 美林一里が南山里に改称。
- 1972年 (9洞7里)
  - 南山里が南山洞に昇格。
  - 松新洞が分割され、松新一洞・松新二洞が発足。
- 1974年 - トゥル洞が分割され、トゥル一洞・トゥル二洞が発足。(10洞7里)
- 1981年10月 (7洞7里)
  - トゥル一洞・休岩洞・三ゴル洞が大同江区域に編入。
  - トゥル二洞がトゥル洞に改称。
- 1983年3月 (10洞7里)
  - 大同江区域休岩洞・三ゴル洞を編入。
  - 松新二洞の一部が分立し、松新三洞が発足。
- 1991年 (12洞6里)
  - トゥル洞が分割され、トゥル一洞・トゥル二洞が発足。
  - 松花洞・七仏里の各一部が合併し、松花一洞が発足。
  - 松花洞の残部・七仏里の残部が合併し、松花二洞が発足。
- 1994年 - 力浦区域石井里の一部が分立し、石井洞が発足。(13洞6里)

## 施設
- 松新農場

## 交通
- 平徳線
  - 松新駅 - 美林駅 - 青龍駅
- 明堂線
  - 青龍駅 - 梨峴駅 - 大園駅